# Sveti Ivan (otok)
Koordinati:   45°02′51″N, 13°37′18″E
Sveti Ivan je otoček v Jadranskem morju, ki pripada Hrvaški
Sveti Ivan leži pred zahodno obalo Istre okoli 4 km južno od Rovinja. Površina otočka, na katerem stoji hotel Istra je 0,103 km². Dolžina obalnega pasu je 1,72 km. Najvišji vrh je visok 22 mnm.